# Libelloides lacteus
Libelloides lacteus là một loài côn trùng trong họ Ascalaphidae thuộc bộ Neuroptera. Loài này được Brullé miêu tả năm 1832.